# Wadowice
Wadowice és un poble del sud de Polònia, situat a uns 50 quilòmetres de la ciutat de Cracòvia. El 1997 tenia 19.600 habitants. És famós per ser el lloc de naixement del papa de Roma Joan Pau II.